# Salillas de Jalón
Salillas de Jalón – gmina w Hiszpanii, w prowincji Saragossa, w Aragonii, o powierzchni 2,51 km². W 2011 roku gmina liczyła 373 mieszkańców.